# Gary Muller
Gary Muller (Durban, 27 december 1964) is een voormalige Zuid-Afrikaanse tennisspeler die tussen 1985 en 1997 in het internationale tenniscircuit actief was.
Muller was vooral succesvol in het dubbelspel met acht ATP-toernooizeges en daarnaast nog eens twaalf finaleplaatsen.
Na zijn actieve loopbaan was Muller onder anderen coach van Jonas Björkman, Stefan Koubek, Sargis Sargsian en Thomas Johansson.
Tegenwoordig is Muller in dienst van de Ontario Racquet Club als directeur tenniszaken.

## Dubbelspel
| Nr.                           | Datum             | Toernooi         | Ondergrond    | Partner       | Tegenstanders in finale             | Score         | Details |
| ----------------------------- | ----------------- | ---------------- | ------------- | ------------- | ----------------------------------- | ------------- | ------- |
| Gewonnen finales heren dubbel |                   |                  |               |               |                                     |               |         |
| 1.                            | 26 juli 1987      | ATP Schenectady  | Hardcourt     | Gary Donnelly | Brad Pearce Jim Pugh                | 7-6, 6-2      | Details |
| 2.                            | 30 juli 1989      | ATP Washington   | Hardcourt     | Neil Broad    | Jim Grabb Patrick McEnroe           | 6-7, 7-6, 6-4 | Details |
| 3.                            | 7 oktober 1990    | ATP Toulouse     | Hardcourt (i) | Neil Broad    | Michael Mortensen Michiel Schapers  | 7-6, 6-4      | Details |
| 4.                            | 14 juli 1991      | ATP Gstaad       | Gravel        | Danie Visser  | Guy Forget Jakob Hlasek             | 7-6, 6-4      | Details |
| 5.                            | 20 oktober 1991   | ATP Wenen        | Tapijt (i)    | Anders Järryd | Jakob Hlasek Patrick McEnroe        | 6-4, 7-5      | Details |
| 6.                            | 26 april 1992     | ATP Seoul        | Hardcourt     | Kevin Curren  | Kelly Evernden Brad Pearce          | 7-6, 6-4      | Details |
| 7.                            | 24 oktober 1993   | ATP Lyon         | Tapijt (i)    | Danie Visser  | John-Laffnie de Jager Stefan Kruger | 6-3, 7-6      | Details |
| 8.                            | 16 februari 1997  | ATP San José     | Hardcourt (i) | Brian MacPhie | Mark Knowles Daniel Nestor          | 4-6, 7-6, 7-5 | Details |
| Verloren finales heren dubbel |                   |                  |               |               |                                     |               |         |
| 1.                            | 20 november 1988  | ATP Johannesburg | Hardcourt (i) | Tim Wilkison  | Kevin Curren David Pate             | 6-7, 4-6      | Details |
| 2.                            | 12 augustus 1990  | ATP Cincinnati   | Hardcourt     | Neil Broad    | Darren Cahill Mark Kratzmann        | 6-7, 2-6      | Details |
| 3.                            | 30 september 1990 | ATP Bazel        | Hardcourt (i) | Neil Broad    | Stefan Kruger Christo van Rensburg  | 6-4, 6-7, 3-6 | Details |
| 4.                            | 16 februari 1992  | ATP Memphis      | Hardcourt     | Kevin Curren  | Todd Woodbridge Mark Woodforde      | 5-7, 6-4, 6-7 | Details |
| 5.                            | 25 april 1993     | ATP Seoul        | Hardcourt     | Neil Broad    | Jan Apell Peter Nyborg              | 7-5, 6-7, 2-6 | Details |
| 6.                            | 13 juni 1993      | ATP Londen       | Gras          | Neil Broad    | Todd Woodbridge Mark Woodforde      | 7-6, 3-6, 4-6 | Details |
| 7.                            | 25 juli 1993      | ATP Stuttgart    | Gravel        | Piet Norval   | Tom Nijssen Cyril Suk               | 6-7, 3-6      | Details |
| 8.                            | 31 oktober 1993   | ATP Stockholm    | Tapijt (i)    | Danie Visser  | Todd Woodbridge Mark Woodforde      | 1-6, 6-3, 2-6 | Details |
| 9.                            | 19 juni 1994      | ATP Halle        | Gras          | Henri Leconte | Olivier Delaître Guy Forget         | 4-6, 7-6, 4-6 | Details |
| 10.                           | 16 oktober 1994   | ATP Ostrava      | Tapijt (i)    | Piet Norval   | Martin Damm Karel Novácek           | 4-6, 6-1, 3-6 | Details |
| 11.                           | 12 maart 1995     | ATP Indian Wells | Hardcourt     | Piet Norval   | Tommy Ho Brett Steven               | 4-6, 6-7      | Details |
| 12.                           | 13 oktober 1996   | ATP Peking       | Tapijt (i)    | Patrik Kühnen | Martin Damm Andrej Olchovski        | 4-6, 5-7      | Details |

## Prestatietabel
| Legenda | Legenda                          |
| ------- | -------------------------------- |
| g.t.    | geen toernooi gehouden           |
| l.c.    | lagere categorie                 |
| –       | niet deelgenomen                 |
| G       | uitgeschakeld in de groepsfase   |
| 1R      | uitgeschakeld in de eerste ronde |
| 2R      | uitgeschakeld in de tweede ronde |
| 3R      | uitgeschakeld in de derde ronde  |
| 4R      | uitgeschakeld in de vierde ronde |
| KF      | uitgeschakeld in de kwartfinale  |
| HF      | uitgeschakeld in de halve finale |
| F       | de finale verloren               |
| W       | het toernooi gewonnen            |
| w-v     | winst/verlies-balans             |

### Prestatietabel grand slam, enkelspel
| Toernooi        | 1985 | 1987 | 1988 | 1989 | 1990 | 1991 | 1992 | 1993 |
| --------------- | ---- | ---- | ---- | ---- | ---- | ---- | ---- | ---- |
| Australian Open | 2R   | 3R   | 1R   | 1R   | 1R   | 1R   | 1R   | 1R   |
| Roland Garros   | –    | –    | –    | –    | –    | 2R   | –    | –    |
| Wimbledon       | 1R   | 1R   | 1R   | 1R   | 2R   | 2R   | 2R   | –    |
| US Open         | 1R   | 2R   | –    | –    | 3R   | 1R   | 1R   | –    |

### Prestatietabel grand slam, dubbelspel
| Toernooi        | 1986 | 1987 | 1988 | 1989 | 1990 | 1991 | 1992 | 1993 | 1994 | 1995 | 1996 | 1997 |
| --------------- | ---- | ---- | ---- | ---- | ---- | ---- | ---- | ---- | ---- | ---- | ---- | ---- |
| Australian Open | –    | KF   | 3R   | 3R   | HF   | 3R   | 1R   | KF   | 1R   | 1R   | 2R   | 2R   |
| Roland Garros   | –    | –    | –    | –    | –    | KF   | –    | –    | 1R   | 2R   | 2R   | 1R   |
| Wimbledon       | –    | 2R   | HF   | 1R   | 2R   | 2R   | 2R   | HF   | 1R   | 1R   | 1R   | 2R   |
| US Open         | HF   | 1R   | 1R   | –    | 1R   | 1R   | 1R   | 1R   | –    | 1R   | 1R   | 1R   |